# Gonzalo López Abente
Gonzalo Francisco López Abente (Muxía, 24 de março de 1878 — Muxía, 23 de junho de 1963) foi um escritor galego que atuou nas áreas do jornalismo, narrativa, teatro e poesia, baseando boa parte de sua obra na Costa da Morte. Dirigiu a Irmandade da Fala de Muxía. Em 1971, foi homenageado no Dia das Letras Galegas.

## Trajetória
Estudou o bacharelato em Santiago de Compostela, finalizando-o em 1893 e depois a carreira de Direito, licenciando-se em 1899. Viajou pela França, Bélgica e Países Baixos, mas passou a maior parte da vida em Muxía dedicado aos negócios bancários. Colaborou na imprensa local e comarcal e chegou a dirigir o jornal El Eco de Mugía. Em 1907 se casou com Balbina Abente Mislovsky, filha do seu tio Victorino Abente Lago, que faleceu um ano depois ao dar a luz.
Como autor poético, os seus livros anteriores à Guerra Civil Espanhola (Escuma na Ribeira, Alento de Raza e De Outono) se situam na escola de Ramón Cabanillas. Como narrador, ganhou em 1919 a única edição do Prêmio de Literatura do A Nosa Terra com a novela O Deputado de Beiramar. Em 20 de fevereiro de 1921, estreou a sua única peça teatral, María Rosa, ficando a representação a cargo do Quadro de Declamação das Irmandades da Fala da Corunha. Trata-se de uma novela naturalista, valiosa não tanto por supor uma renovação estética mas pela sua temática feminista.
López Abente foi integrante das Irmandades da Fala e do Seminario de Estudos Galegos, sendo também presidente da Asociación de Escritores de Galicia. Colaborou em revistas e jornais como o El Noroeste, A Nosa Terra, Nós, Rexurdimento, Ronsel e Lar.
Em 27 de julho de 1941 ingressou na Real Academia Galega, proposta de Manuel Casás Fernández, Alejandro Barreiro Noya e Ángel del Castillo López, com o discurso: "A terra e a poesía de Eduardo Pondal".
Em 1963, foram publicados três novos livros de poesia de sua autoria: Nemancos, Cintileos nas Ondas e Decrúa (este último póstumo).

## Obras

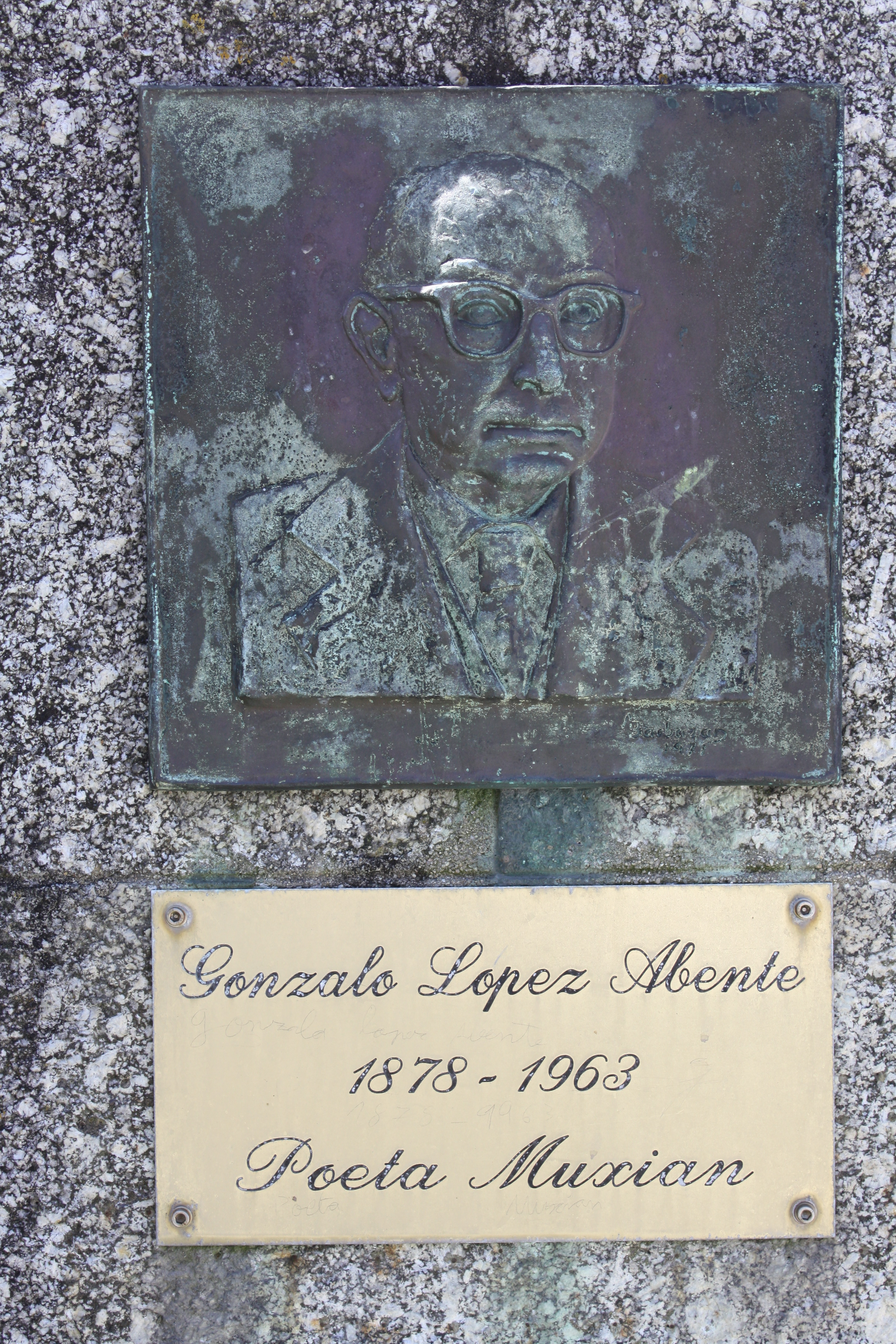
Placa em Muxía.

### Poesia
- Escumas da ribeira, 1911, Madrid.
- Alento da Raza, 1918, Madrid.
- Do Outono, 1924, Ronsel, Corunha.
- Nemancos, 1929, Nós, Corunha.
- Centileos nas ondas, 1958, Galaxia, Vigo.
- Decrúa, 1966, Ediciones Muxía, Buenos Aires.
- Monza de frores bravas para Nosa Señora da Barca, 1971, RAG, Corunha.
- Antoloxía poética, 1995, Espiral Maior, Corunha. Edição de Miro Villar.
- Bretemada, 2011, Alvarellos Editora. Original inédito de 1922, ed. de Miro Villar.
- Obra poética completa, 2013, Espiral Maior. Edição de Miro Villar.

### Narrativa
- O diputado por Beiramar (1919).
- Vaosilveiro.
- Buserana (1925, Lar).
- A narrativa mariña (2012, Xerais).

### Teatro
- María Rosa (1921).